# Église Saint-Nicolas de Živinice
Pour les articles homonymes, voir Église Saint-Nicolas.
L'église Saint-Nicolas (en serbe cyrillique : Храм Светог Николаја ; en serbe latin : Hram Svetog Nikolaja) est située en Bosnie-Herzégovine, sur le territoire du village de Živinice et dans la municipalité de Kneževo. Cette église a été construite en 1921.

## Localisation

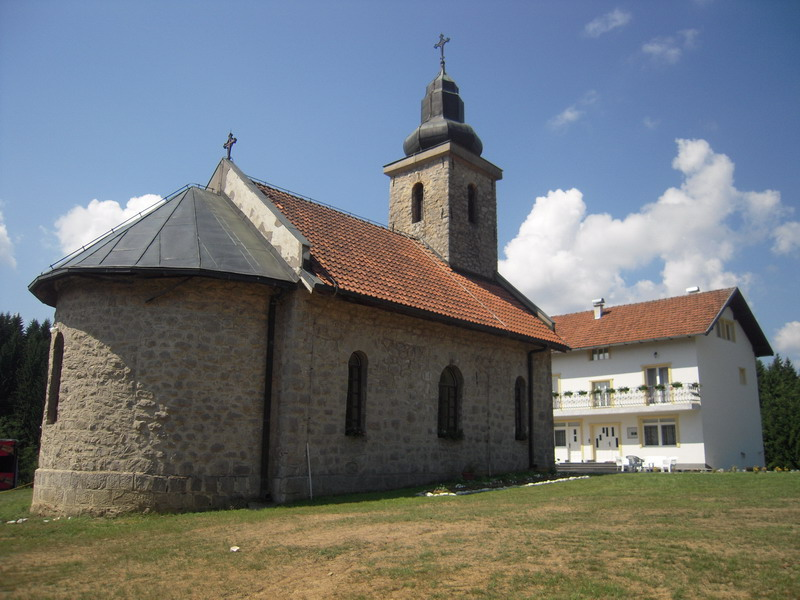
Autre vue de l'église

## Architecture

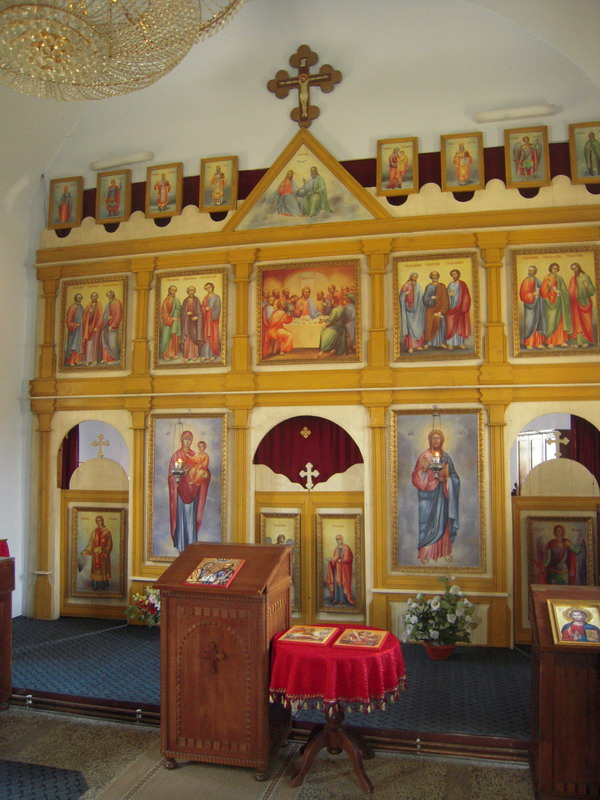
L'intérieur de l'église